# Hexanematichthys sagor
Hexanematichthys sagor és una espècie de peix de la família dels àrids i de l'ordre dels siluriformes.

## Morfologia
- Els mascles poden assolir 45 cm de longitud total.[6][7]

## Alimentació
Menja invertebrats i peixets.

## Hàbitat
És un peix demersal i de clima tropical.

## Distribució geogràfica
Es troba al Pakistan, l'Índia, Bangladesh, Myanmar, Tailàndia, Malàisia, Singapur, la Xina i Filipines, incloent-hi el delta del riu Mekong.

## Ús comercial
És important com a aliment per als humans i es comercialitza fresc.